# Colegio del Mapa
La Escuela Infantil Martiricos (más conocida como el Colegio del Mapa) es un edificio y centro educativo situado en el número 2 del Paseo de Martiricos del distrito Palma-Palmilla de la ciudad andaluza de Málaga, España. 

## Descripción
Se trata de un edificio público realizado por el arquitecto José Ortega en 1929 e inaugurado en 1930. El edificio se usó inicialmente como centro educativo para todos los niveles, si bien actualmente sirve como colegio de educación preescolar (hoy llamada educación infantil). Es de estilo modernista y está formado por dos módulos laterales y un pórtico curvo abierto al jardín. Destacan sus formas geométricas con curvas en las ventanas y puertas.

## Mapa
Este centro es conocido popularmente como el Colegio del Mapa debido al mapa orográfico en relieve de 24 metros de ancho por unos 18 construido con cemento y pintura que conserva en su exterior. El mapa fue construido en 1927 por el ingeniero militar Joaquín Alfarache a instancia del gobernador militar y alcalde de Málaga Enrique Cano. El relieve reproduce la península ibérica, las Islas Baleares, Canarias y el antiguo Protectorado español de Marruecos.
Junto al mapa hay una plataforma elevada que permite observarlo con mayor claridad y así ser utilizado como recurso didáctico. Cada montaña importante en el mapa está marcada con números que sirven para ser identificadas por el maestro y, a su vez, éste preguntar a sus alumnos. El mapa es único en su género, está abierto a visitas y es visitado de forma asidua por otros colegios.
En 1998 fue restaurado con fondos del Plan Turístico Cultural de Málaga. Además, tiene un sistema de irrigación de los ríos que permite llenar el océano y los mares que cubren la península para darle un mayor realismo.
Entre diciembre de 2023 y enero de 2024, el mapa en relieve fue restaurado a instancias del Ayuntamiento de Málaga.